# Cavarc
Cavarc település Franciaországban, Lot-et-Garonne megyében. Lakosainak száma 158 fő (2022. január 1.). Cavarc Boisse, Monmarvès, Sainte-Radegonde, Doudrac, Ferrensac és Saint-Quentin-du-Dropt községekkel határos.

## Népesség
A település népességének változása:
| Lakosok száma | 209  | 169  | 155  | 129  | 155  | 161  | 159  | 162  | 163  | 158  |
|               | 1968 | 1982 | 1990 | 2006 | 2013 | 2015 | 2017 | 2019 | 2020 | 2022 |